# Julio Mosquera
Julio Alberto Mosquera Cervantes (nacido el 29 de enero de 1972) es un jugador y entrenador de béisbol profesional panameño. Mosquera es actualmente el Mánager interino de los Charlotte Knights . Jugó en las Grandes Ligas de Béisbol como receptor de los Azulejos de Toronto y los Cerveceros de Milwaukee.

## Carrera

### carrera como jugador
Mosquera firmó con los Blue Jays como agente libre amateur en 1991, y en 1993 hizo su debut estadounidense con los GCL Blue Jays . Mosquera no hablaba inglés en ese momento, lo que hacía que tareas mundanas como pedir comida fueran un desafío para él.  Fue llamado a las mayores el 17 de agosto de 1996, luego de que el receptor de los Azulejos , Sandy Martínez, sufriera un esguince de tobillo en un juego contra los Mellizos de Minnesota y fuera colocado en la lista de lesionados .  También apareció en tres juegos con los Azulejos en abril del año siguiente. La última etapa de Mosquera en las ligas mayores llegó con los Cerveceros de Milwaukee el 6 de junio de 2005, como reemplazo temporal del receptor Damian Miller, quien había sufrido una distensión en la ingle.  En sus 12 juegos en las ligas mayores, Mosquera tuvo 31 turnos al bate, 2 carreras, 7 hits, 3 dobles, 2 carreras impulsadas, promedio de bateo de .226, porcentaje de embase de .250, porcentaje de slugging de .323 y 10 bases totales.

### carrera de entrenador
Mosquera trabajó como gerente de ligas menores para los Yankees de Staten Island y luego ascendió a los Charleston RiverDogs Clase A de la Liga del Atlántico Sur. Anteriormente se desempeñó como entrenador de receptores donde instruyó a Austin Romine y Jesús Montero .  Mosquera se desempeñó como mánager de los Astronautas de Chiriquí, equipo que representa a Panamá, durante la Serie del Caribe 2020. Los Astronautas terminaron con un récord de 1 – 4 y no avanzaron a la fase eliminatoria. El 27 de enero de 2020, los Yankees anunciaron que Mosquera se convertiría en el mánager de la clase Doble-A Trenton Thunder. Sin embargo, nunca terminó asumiendo esas funciones, ya que la temporada de béisbol de ligas menores de 2020 fue cancelada debido a la pandemia de COVID-19,  y los Yankees posteriormente terminaron su afiliación con Trenton a favor de los Somerset Patriots. En cambio, Mosquera sirvió bajo la dirección de Aaron Boone como parte del cuerpo técnico de los Yankees durante la temporada 2020.  Mosquera dirigió a los Somerset Patriots Doble-A en 2021. Mosquera se unió a la organización de los Chicago White Sox como instructor de recepción antes de la temporada 2022. El 20 de mayo, los White Sox pusieron a Wes Helms, el mánager de los Charlotte Knights Triple-A, en una licencia indefinida y nombraron a Mosquera mánager interino de los Knights.